# Османов, Хикмет Салех оглы
Хикмет Салех оглы Османов (азерб. Hikmət Saleh oğlu Osmanov; род. 30 июля 1957 году, Джими, Губинский район, Азербайджанская ССР) — государственный и политический деятель. Депутат Милли меджлиса Азербайджанской Республики I и II созывов. Доктор сельскохозяйственных наук. Председатель Профсоюза работников государственных учреждений и общественных служб.

## Биография
Родился Хикмет Османов 30 июля 1957 году в селе Джими, ныне Губинского района, Республики Азербайджан, в семье учителей. Окончил обучение в средней школе № 2 города Губа. Получил высшее образование, завершив обучение на биологическом факультете Азербайджанского государственного университета, потом прошёл обучение в Бакинской Высшей партийной школе (ныне Академия управления), а также окончил обучение на юридическом факультете Бакинского государственного университета.
Трудовую деятельность начал в 1979 году на комсомольской работе в Губинском районе. До 1984 года работал секретарём комитета комсомола, секретарём районного комитета комсомола.
С 1984 по 1990 годы трудился инструктором, заведующим организационным отделом Губинского районного комитета партии.
С 1991 года до конца 1995 года работал директором Губинского совхоза-техникума. В 1995 году избрался депутатом Милли Меджлиса Азербайджанской Республики I созывапо Губа-Девечинскому избирательному округу № 64. В 2000 году переизбрался во II созыв. Работал в комитете по аграрной политике.
В сентябре 2005 года был избран председателем Республиканского комитета Профсоюза работников государственных органов и общественных служб Азербайджана. На данной должности работает до настоящего времени.
Член Партии «Новый Азербайджан». Является доктором сельскохозяйственных наук.
В совершенстве владеет турецким и русским языками.
Женат, воспитал двоих детей.

## Награды
- Медаль «Прогресс» (4 февраля 2008 года) — за заслуги в социально-общественной жизни Азербайджанской Республики[2].
- Орден «За службу Отечеству» III степени (21 октября 2015 года) — за заслуги в развитии профсоюзного движения в Азербайджане[3].
- 10 апреля 2012 года был награждён 20-летним юбилейным значком Всекитайской Конфедерации профсоюзов.
- 22 января 2018 года награждён 25-летним юбилейным значком Конфедерации профсоюзов Азербайджана.
- 6 мая 2019 года награждён Почетным дипломом Международной организации труда.